# Талес Коста
Та́лес Масе́до Толе́до Ко́ста (порт.-браз. Talles Macedo Toledo Costa; родился 2 августа 2002, Сан-Паулу) — бразильский футболист, полузащитник житомирского «Полесья».

## Футбольная карьера
Талес — уроженец города Сан-Паулу, города на юго-востоке Бразилии, столицы одноимённого штата. В 11 лет попал в академию местного клуба с одноимённым названием. Впервые привлекался в основную команду в 2019 году, однако на поле не появлялся. В сезоне 2021 года стал регулярно появляться на поле. Дебютировал за «Сан-Паулу» 15 апреля 2021 года в поединке Лиги Паулиста против «Гуарани», выйдя на поле в стартовом составе и проведя весь матч. Всего в Лиге Паулиста сезона 2021 года провёл четыре встречи, вместе с командой стал победителем турнира.
13 мая 2021 года Талес Коста дебютировал в Кубке Либертадорес, выйдя в стартовом составе в поединке против уругвайской команды «Рентистас». 20 июня 2021 года Талес Коста дебютировал в Серии А поединком против «Сантоса», выйдя на поле на замену на 81-й минуте вместо Эмилиано Ригони.
Выступал за сборную Бразилии среди юношей до 17 лет. Участник чемпионата мира 2019 года среди юношеских команд. На турнире провёл 3 встречи, две на групповом этапе и в четвертьфинале против сверстников из Италии, где появился на поле в стартовом составе. Вместе с командой стал победителем турнира.

## Статистика выступлений
| Клуб             | Сезон            | Лига             | Лига  | Лига | Лига штата | Лига штата | Кубок | Кубок | Междунар. | Междунар. | Всего | Всего |
| Клуб             | Сезон            | Лига             | Матчи | Голы | Матчи      | Голы       | Матчи | Голы  | Матчи     | Голы      | Матчи | Голы  |
| ---------------- | ---------------- | ---------------- | ----- | ---- | ---------- | ---------- | ----- | ----- | --------- | --------- | ----- | ----- |
| Сан-Паулу        | 2021             | Серия А          | 7     | 0    | 4          | 0          | 3     | 0     | 2         | 0         | 16    | 0     |
| Всего за карьеру | Всего за карьеру | Всего за карьеру | 7     | 0    | 4          | 0          | 3     | 0     | 2         | 0         | 16    | 0     |

## Достижения

### Клубные
«Сан-Паулу»
- Чемпион штата Сан-Паулу: 2021
- Обладатель Кубка Бразилии: 2023

Сборная Бразилии
- Чемпион юношеского чемпионата мира: 2019